# 開明学校
開明学校（かいめいがっこう）は1882年（明治15年）に愛媛県西予市宇和町(旧・東宇和郡宇和町)に建てられた、四国最古の小学校である。重要伝統的建造物群保存地区として選定されている宇和文化の里（宇和町卯之町）の施設のひとつ。

## 概要
開明学校の前身は1869年（明治2年）に左氏珠山の門下生や町民の有志により建てられた私塾・申義堂であった。1872年（明治5年）、申義堂を校舎として開明学校が開校。1882年（明治15年）に現存する校舎が竣工した。その後、校名や用途をたびたび変更し、1976年からは教育資料館として、戦前の教科書と学校経営資料など約6000点を展示している。
旧開明学校校舎は、木造2階建、桟瓦葺きで、窓枠をアーチ状につくるなど、わずかに洋風の意匠を取り入れた擬洋風建築である。地元の大工によって建築された擬洋風建築であり、建築史上、教育史上に価値が高い。また、屋根裏から発見された「開明学校新築始末書」という銘札によって、建築の時期と事情が明らかである。歴史的価値の高いものとして評価され1997年5月に国の重要文化財に指定された。

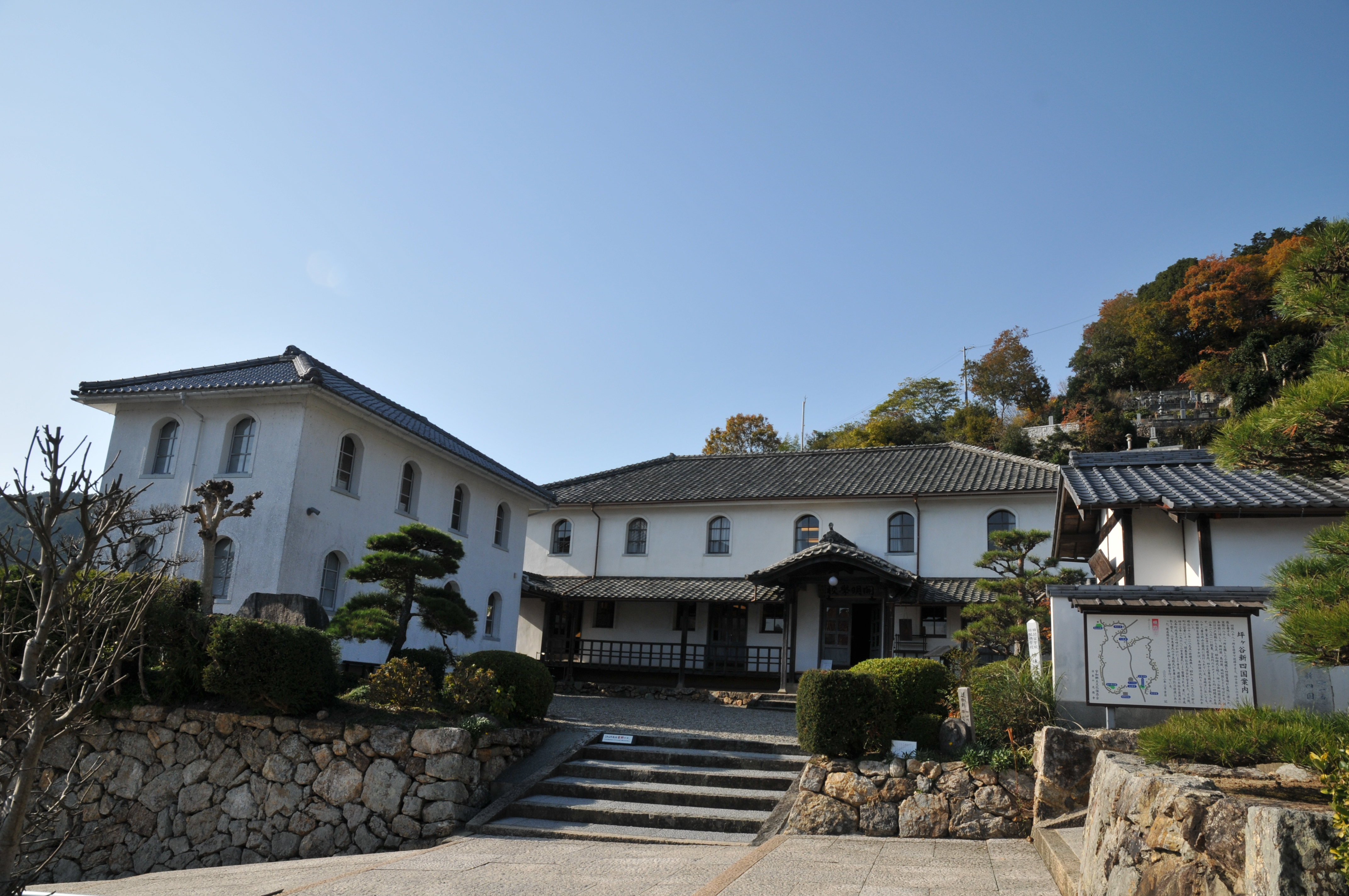
全景
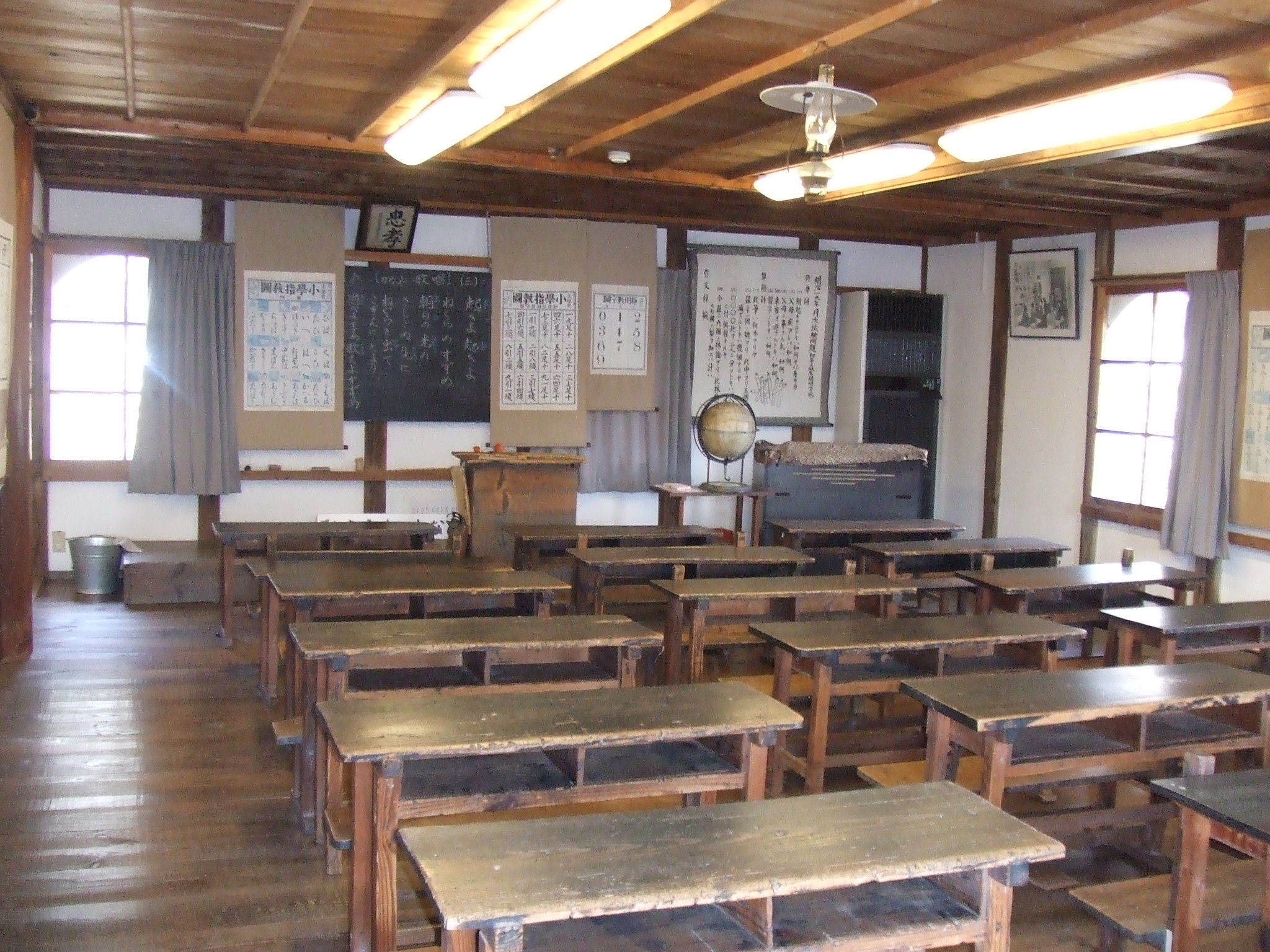
再現された戦前の教室内風景
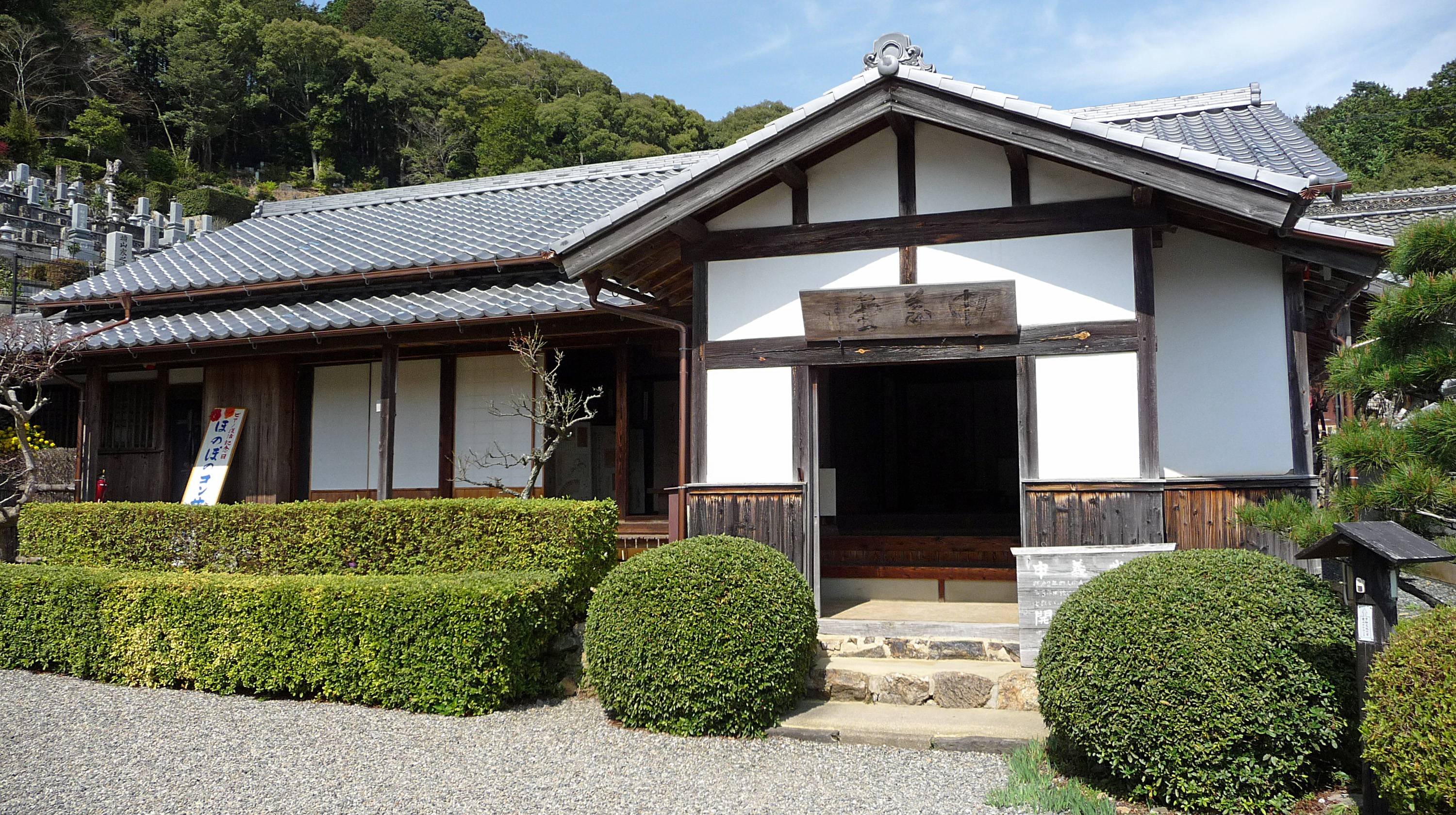
私塾・申義堂

## 周辺
- 宇和町卯之町（重要伝統的建造物群保存地区）
  - 宇和文化の里 - 先哲記念館、民具館、米博物館